# Duché de Galliera

Armoiries
des Orléans, ducs de Galliera.

Le duché de Galliera est un duché italien créé par l’empereur Napoléon Ier, roi d'Italie, en 1812, pour la princesse Joséphine de Leuchtenberg, fille d'Eugène de Beauharnais, grand-duc de Francfort et vice-roi d'Italie. Le nom du duché fait référence à la ville de Galliera, située dans la province de Bologne, en Émilie-Romagne. 
En 1837, après une dizaine d’années de négociations, le prince Oscar de Suède vend le duché et les propriétés qui lui sont attachées, fief situé dans les États pontificaux, au marquis Raffaele de Ferrari. L’année suivante, ce dernier reçoit le titre de duc de Galliera du pape Grégoire XVI. En 1839, le roi Charles-Albert de Sardaigne confirme la concession du titre ducal au marquis et lui ajoute celui de prince de Lucedio. 
Avec son épouse, née Maria de Brignole-Sale, le nouveau duc de Galliera eut trois enfants, mais deux d’entre eux meurent jeunes et sans descendance. Quant au troisième, le célèbre philatéliste Philippe de La Renotière von Ferrary, il renonce à ses titres et à l’héritage qui leur est lié. 
En 1877,  après la mort de son époux, la duchesse de Galliera, fervente orléaniste, lègue ses propriétés italiennes au duc de Montpensier, dernier fils de Louis-Philippe. Après la mort de la duchesse, en 1888, le prince obtient du roi Humbert Ier d’Italie d’hériter également du titre ducal. Depuis lors, le titre de duc de Galliera appartient aux Orléans d’Espagne et cela, bien que les propriétés qui lui étaient attachées aient été vendues par le quatrième duc en 1920.

## Liste des ducs et duchesses de Galliera

### 1recréation
Famille de Leuchtenberg-Bernadotte
- Joséphine de Leuchtenberg  (1807-1876) et Oscar de Suède (1799-1859), premiers tenants du titre ;

### 2ecréation
Famille De Ferrari (Gênes)
- Marquis Raffaele De Ferrari, duc de Galliera et prince de Lucedio (1803-1876) ;
- Maria Brignole-Sale  (1812-1888). Épouse du précédent. À Paris, elle fait construire le palais Galliera, rue Brignole dans le 16e arrondissement, dont elle fait don à la ville et qui abrite aujourd'hui le musée de la Mode de la Ville de Paris ou musée Galliera. Après la mort de la duchesse, le titre est transmis, suivant sa volonté, aux Orléans d'Espagne en 1895 par le roi d'Italie Humbert Ier.

Famille d'Orléans (Espagne)
- Antoine d'Orléans (1824-1890) marié à Louise-Fernande de Bourbon (1832-1897) ;
- Antoine d'Orléans (1866-1930) (fils du précédent) marié à Eulalie de Bourbon (1864-1958) ;
- Alphonse d’Orléans (1886-1975) (fils du précédent) marié à Béatrice de Saxe-Cobourg-Gotha (1884-1966) ;
- Alvaro d'Orléans (1910-1997) (fils du précédent) marié à Carla Parodi-Delfino (1909-2000) ;
- Alfonso d'Orléans (né en 1968) (petit-fils du précédent, fils du prince Alonso d'Orléans et d'Emilia Ferrara-Pignatelli) marié à Véronique Goeders (née en 1970).

## Sources
- (en) Histoire du duché de Galliera.
- (fr) Dominique Paoli, Fortunes et infortunes des princes d'Orléans, 1848-1918, Artena, 2006, p. 248.